# Squadra navale
Eine Squadra navale („Eskadre“, „Geschwader“) ist ein Großverband der italienischen Marine. Er wird in der Regel von einem Drei-Sterne-Admiral (Ammiraglio di Squadra) befehligt. Bis zum Zweiten Weltkrieg gab es mehrere Hochseeverbände dieser Art, die in Divisionen und andere nachgeordnete Verbände unterteilt waren. Die Gesamtheit der Hochseeflotte wurde seinerzeit meist Armata navale („Armada“, „Flotte“) oder Forze navali  („Seestreitkräfte“) genannt. Nach dem Krieg fasste man die Hochseeflotte (später dann auch andere Einheiten) in einer einzigen Squadra navale zusammen, die dem Comandante in Capo della Squadra Navale (CINCNAV) im Flottenkommando in Santa Rosa bei Rom untersteht. Ein umgangssprachliches Synonym für Squadra navale ist seither Flotta.

## Geschichte

### In der Regia Marina

Kommandozeichen eines Ammiraglio di Squadra der Regia Marina

Kommandozeichen eines Ammiraglio di Squadra der Marina Militare

In der Marine des Königreichs Italien (Regia Marina, dt. „Königliche Marine“) gab es meist zwei bis drei squadre navali oder Hochseegeschwader. Die 1ª Squadra navale hatte ihren Hauptstützpunkt in Tarent und war vorwiegend für das östliche Mittelmeer zuständig, die 2ª Squadra navale in La Spezia operierte hauptsächlich im westlichen Mittelmeer. Zu verschiedenen Zeiten gab es auch eine dritte squadra navale, bei der es sich entweder um ein drittes operatives Hochseegeschwader handelte, oder um ein Reservegeschwader, oder aber um einen Großverband (wie im Zweiten Weltkrieg), in dem alle U-Boote zusammengefasst waren. Im Krieg konnten die Hochseeverbände unter dem Befehl eines Flottenchefs (Comandante in Capo dell’Armata Navale) auch weitgehend geschlossen eingesetzt werden. Eine entsprechende, meist eingeschiffte Dienststelle bestand vom 25. August 1914 bis zum 11. März 1928 (Comando in Capo dell’Armata Navale) und vom 9. Dezember 1940 (Comando in Capo delle Forze Navali) bis zur Übernahme durch das noch heute bestehende Flottenkommando CINCNAV am 15. Januar 1952.
- Siehe auch: Italienische Marineverbände im Zweiten Weltkrieg

### In der Marina Militare
Die Hochseeflotte der nach dem Krieg in Marina Militare umbenannten italienischen Marine wurde in einer einzigen Squadra navale zusammengefasst, die sich während des Kalten Krieges in vier Divisionen und ein U-Boot-Kommando untergliederte. Im Jahr 1984 hatte die Squadra navale folgende Struktur:
- 1ª Divisione navale (La Spezia)

- 1º Gruppo navale d’altura (Doria, Audace, Ardito, Alpino, Carabiniere)

- 7ª Squadriglia fregate (Maestrale, Grecale, Libeccio, Scirocco, Centauro, Vesuvio)

- 2ª Divisione navale (Tarent)

- 2º Gruppo navale d’altura (Vittorio Veneto, Duilio, Impavido, Intrepido)

- 5ª Squadriglia fregate (Lupo, Orsa, Perseo, Sagittario, Stromboli)

- 3ª Divisione navale (Brindisi)

- Squadriglia aliscafi (Tragflügelboote der Sparviero-Klasse)
- Squadriglia motocannoniere (Schnellboote der Klassen Freccia und Lampo)
- Gruppo navi da sbarco (Landungsschiffe Grado, Caorle; kleinere Einheiten; San-Marco-Bataillon)

- 4ª Divisione navale (Tarent)

- 1ª Squadriglia corvette (Augusta) (Fasan, Margottini, Korvetten der De-Cristofaro-Klasse)
- 2ª Squadriglia corvette (Augusta) (Korvetten der Albatros-Klasse)

- Comando sommergibili (Tarent)

- 1º Gruppo sommergibili (Tarent) (U-Boote der Klassen Sauro und Tang)
- 2º Gruppo sommergibili (Augusta) (U-Boote der Toti-Klasse)

Andere Einheiten (insbesondere Minenabwehrfahrzeuge) waren den Küstenabschnittskommandos (Dipartimento militare marittimo) unterstellt.
Im Jahr 1999 wurde diese Organisation im Zug einer umfassenden Gesamtreform der Streitkräfte zugunsten von nachgeordneten Typkommandos aufgegeben. Statt der Divisionen entstanden folgende Unterkommandos:
- das Hochseekommando Comando delle Forze d’Altura (COMFORAL) in Tarent mit Flugzeugträgern, Zerstörern, Fregatten und Versorgern. COMFORAL unterhielt zwei nachgeordnete, periphere Verbände in Brindisi mit den Landungsschiffen und in La Spezia mit einigen Fregatten, Versorgern und Unterstützungseinheiten. COMFORAL wurde im September 2014 aufgelöst. Es entstanden wieder drei Hochseegeschwader (Gruppi navali) in La Spezia (1.), Tarent (2.) und Brindisi (3.), die CINCNAV direkt unterstehen. 2016 erhielten die drei Geschwader wieder die alte Bezeichnung Divisione navale.

- das Küstenpatrouillenkommando Comando delle Forze da Pattugliamento per la Sorveglianza e la Difesa Costiera (COMFORPAT) in Augusta mit Korvetten und Patrouillenschiffen. COMFORPAT erhielt 2022 wieder die traditionelle Bezeichnung 4ª Divisione navale, die Abkürzung COMFORPAT wird jedoch bis dato parallel verwendet;

- das amphibische Kommando Comando delle Forze da Sbarco (COMFORSBARC), das 2013 in Comando delle Forze Anfibie (COMFORANF) umbenannt wurde. Dieses Kommando umfasst die Marineinfanterie und kleinere Landungsfahrzeuge. Größere Landungsschiffe werden bei Bedarf zugeteilt. In dieser Form besteht COMFORANF weiterhin;

- das U-Boot-Kommando Comando delle Forze Subacquee (COMFORSUB) in Tarent. 2013 erhielt es die neue (alte) Bezeichnung Comando Sommergibili und die traditionsreiche Kurzbezeichnung MARICOSOM. MARICOSOM wurde beim Flottenkommando in Santa Rosa angesiedelt. Die nachgeordnete U-Boot-Flottille (COMFLOTSOM) ist in Tarent stationiert. COMFLOTSOM ist ein force provider, dem auch die U-Boot-Schule untersteht;

- das Minenabwehrkommando Comando delle Forze di Contromisure Mine/Dragaggio (COMFORDRAG/MARICODRAG) in La Spezia.

2013 wurden die Küstenabschnittskommandos (Dipartimento militare marittimo) in ihrer bisherigen Form aufgelöst und deren Unterstützungs- und Ausbildungsfahrzeuge der Squadra navale unterstellt. Zu diesem Zweck entstand in La Spezia das neue Kommando Comando delle Forze Ausiliarie (COMFORAUS). COMFORDRAG und COMFORAUS wurden von einem Ein-Stern-Admiral in Personalunion geführt. Ende 2014 wurde das Hilfsschiffkommando COMFORAUS umgegliedert, in Comando Flottiglia Unità Ausiliarie (COMFLOTAUS) umbenannt und organisatorisch von COMFORDRAG (seit Ende 2014 MARICODRAG) getrennt. 2022 erfolgte die Auflösung von COMFORAUS; die nachgeordneten Einheiten wurden der 1., 2. und 4. Flottendivision in La Spezia, Tarent und Augusta unterstellt.
Beim Comando in Capo della Squadra Navale (CINCNAV) in Santa Rosa bei Rom ist auch das Marinefliegerkommando COMFORAER und das Fernmeldekommando MARITELE (COMC4S mit acht Fernmeldestellen, darunter der NATO-Längstwellensender ICV) angesiedelt. CINCNAV untersteht auch das Ausbildungskommando der Flotte (MARICENTADD) in San Vito, wenige Kilometer südwestlich von Tarent.

## Aktuelle Zusammensetzung
In diesem Abschnitt sind nur die Seefahrzeuge der Squadra Navale entsprechend ihrer Zugehörigkeit gelistet (Stand: Dezember 2024), Details zu den Marinefliegern (COMFORAER) und zur Marineinfanterie (COMFORANF) sind in den Hauptartikeln zu finden.
- Flottenkommando (Comando in Capo della Squadra Navale – CINCNAV) (Santa Rosa)

- 1. (Hochsee-)Division (1ª Divisione navale – COMDINAV UNO) (La Spezia)

- Caio Duilio (D554) (Zerstörer, Flaggschiff COMDINAV 1)
- Virginio Fasan (F591), Carlo Margottini (F592), Luigi Rizzo (F595), Antonio Marceglia (F597) (FREMM-Fregatten)
- Grecale (F571), Libeccio (F572) (Fregatten der Maestrale-Klasse)
- Paolo Thaon di Revel (P430), Francesco Morosini (P431), Raimondo Montecuccoli (P432) (Patrouillenfregatten)
- Vulcano (A5335) (Versorger)
- Elettra (A5340) (Aufklärungsschiff)
- Amerigo Vespucci (A5312) (Schulschiff; Accademia Navale, La Spezia)
- Palinuro (A5311) (Schulschiff; Unteroffizierschulen Tarent & La Maddalena, La Spezia)

- 1. Hilfsgeschwader (1º Gruppo ausiliario – COMGRUPAUS UNO) (La Spezia)

- Gorgona (A5347), Tremiti (A5348) (Küstentransporter und Minenleger der Gorgona-Klasse)
- Ponza (A5364), Tavolara (A5367), Palmaria (A5368) (Küstentransporter und Werkstatteinheiten der Ponza-Klasse)

- Schlepper und sonstige Einheiten des Marinestützpunktkommandos La Spezia (MARISTANAV La Spezia)

- 2. (Hochsee-)Division (2ª Divisione navale – COMDINAV DUE) (Tarent)

- Cavour (550) (Flugzeugträger, Flaggschiff CINCNAV)
- Andrea Doria (D553) (Zerstörer, Flaggschiff COMDINAV 2)
- Luigi Durand de la Penne (D560), Francesco Mimbelli (D561) (Zerstörer)
- Carlo Bergamini (F590), Carabiniere (F593), Alpino (F594), Federico Martinengo (F596) (FREMM-Fregatten)
- Etna (A5326), Stromboli (A5327) (Versorger)

- 2. Hilfsgeschwader (2º Gruppo ausiliario – COMGRUPAUS DUE) (Messina)

- Pantelleria (A5351), Capri (A5353), Caprera (A5349) (Küstentransporter und Minenleger der Gorgona-Klasse)
- Levanzo (A5366), Procida (A5383) (Küstentransporter und Werkstatteinheit der Ponza-Klasse)
- Staffetta (P408) (Patrouillenboot der Esploratore-Klasse)

- Schlepper und sonstige Einheiten des Marinestützpunktkommandos Tarent (MARISTANAV Taranto)

- 3. (Hochsee-)Division (3ª Divisione navale – COMDINAV TRE) (Brindisi)

- Trieste (L9890) (Amphibisches Angriffsschiff, Flaggschiff COMDINAV 3; vorerst La Spezia, dann Tarent)
- San Giorgio (L9892), San Marco (L9893), San Giusto (L9894) (Landungsschiffe; Brindisi, Tarent)
- Marinestützpunktkommando Brindisi (MARISTANAV Brindisi)

- 4. Division – Kommando Patrouillen- und Küstenverteidigungskräfte (COMDINAV QUATTRO – COMFORPAT) (Augusta)

- 1. Patrouillen-Geschwader (1ª Squadriglia da pattugliamento – COMSQUAPAT UNO) (Augusta)

- Cassiopea (P401), Libra (P402), Spica (P403), Vega (P404) (Patroler der Cassiopea-Klasse)
- Sirio (P409), Orione (P410) (Patroler der Sirio-Klasse)

- 2. Patrouillen-Geschwader (2ª Squadriglia da pattugliamento – COMSQUAPAT DUE) (Augusta)

- Cdte. Cigala Fulgosi (P490), Cdte. Borsini (P491), Cdte. Bettica (P492), Cdte. Foscari (P493) (Patroler der Fulgosi-Klasse)

- 3. Hilfsgeschwader (3º Gruppo ausiliario – COMGRUPAUS TRE) (Augusta)

- Lipari (A5352) (Küstentransporter und Minenleger der Gorgona-Klasse)
- Ticino (A5376), Tirso (A5377) (Wassertanker)
- Panarea (A5370), Linosa (A5371), Favignana (A5372), Salina (A5373) (Küstentanker)

- Schlepper und sonstige Einheiten des Marinestützpunktkommandos Augusta (MARISTANAV Augusta)

- U-Boot-Kommando (Comando Sommergibili – MARICOSOM) (Santa Rosa)

- U-Boot-Geschwader (Comando Flottiglia Sommergibili – COMFLOTSOM) (Tarent)

- Salvatore Pelosi (S522), Giuliano Prini (S523), Primo Longobardo (S524), Gianfranco Gazzana Priaroggia (S525) (Boote der Sauro-Klasse)
- Salvatore Todaro (S526), Scirè (S527), Pietro Venuti (S528), Romeo Romei (S529), (Boote der Klasse 212A)

- Minenabwehrkommando (Comando delle Forze di Contromisure Mine/Dragaggio – MARICODRAG) (La Spezia)

- 54. Minenabwehrgeschwader (54ª Squadriglia dragamine – COMSQUADRAG 54) (La Spezia)

- Milazzo (M5552), Vieste (M5553), Gaeta (M5554), Termoli (M5555), Alghero (M5556), Numana (M5557), Crotone (M5558), Viareggio (M5559), Chioggia (M5560), Rimini (M5561) (Minenjagdboote der Lerici- und Gaeta-Klasse)

- Vermessungs- und Erprobungsgeschwader (Squadriglia unità idrografiche ed esperienze – COMSQUAIDRO) (La Spezia)

- Ammiraglio Magnaghi (A5303) (Vermessungsschiff, Hydrographisches Institut der Marine Genua)
- Aretusa (A5304), Galatea (A5308) (Vermessungskatamarane, Hydrographisches Institut)
- Leonardo (A5301) (Forschungseinheit; bis 2013 ausschließlich Centre for Maritime Research and Experimentation)
- Alliance (A5345) (Forschungsschiff; bis 2016 ausschließlich Centre for Maritime Research and Experimentation)
- Raffaele Rossetti (A5315), Vincenzo Martellotta (A5320) (Erprobungseinheiten der Rossetti-Klasse; Variante Gorgona-/Ponza-Klasse)

- 10. Küstengeschwader (10º Gruppo navale costiero – COMGRUPNAVCOST 10) (Scharm El-Scheich, MFO)

- Esploratore (P405), Sentinella (P406), Vedetta (P407) (Patrouillenboote der Esploratore-Klasse, davon 1 abwechselnd in Italien)

Eine Reihe kleinerer Seefahrzeuge sind hier nicht aufgelistet, darunter die rund 40 Landungsboote von COMFORANF, rund 40 Schlepper, diverse kleine Tender, Küstentransporter, Barkassen, Sicherungsboote, Erprobungsboote, Segelboote, Werkstatteinheiten, Schwimmkrane, Schwimmdocks und dergleichen.
Das Spezialkräftekommando COMSUBIN untersteht dem Admiralstab unmittelbar. Daher sind dessen Seefahrzeuge nicht Teil der Squadra navale. COMSUBIN unterstehen das U-Boot-Rettungsschiff Anteo (A5309), die Hochgeschwindigkeits-Mehrzweckboote Angelo Cabrini (P420) und Tullio Tedeschi (P421) sowie die Boote Mario Marino (Y498) und Alcide Pedretti (Y499).